# Bạch đầu Bắc Bộ
Bạch đầu Bắc Bộ (danh pháp: Vernonia tonkinensis) là một loài thực vật có hoa trong họ Cúc. Loài này được Gagnep. mô tả khoa học đầu tiên năm 1919.